# Fédor Fédorovitch Wolkenstein
Fédor Fédorovitch Wolkenstein (10 décembre 1908 à Saint-Pétersbourg - 2 février 1985 à Moscou) est un physicochimiste soviétique, docteur en physique et mathématiques.

## Biographie
Fédor Fédorovitch Wolkenstein est membre de la famille Wolkenstein, famille judéo-allemande célèbre originaire de Galicie. Il est le fils de l'avocat Fédor Akimovitch Wolkenstein et de la poétesse Natalia Vasilievna Krandievskaia (lors de son premier mariage). En 1914, les parents se séparent. En 1920-1923, il vient en France et en Allemagne avec sa mère, son nouveau mari Alexis Nikolaïevitch Tolstoï et ses demi-frères. Il est diplômé de l'Institut polytechnique de Leningrad en 1931. De 1932 à 1941, il travaille à l'Institut pédagogique de Leningrad, de 1943 à 1973 à l'Institut de chimie physique de l'Académie des sciences de l'URSS, comme professeur.
Il effectue des travaux majeurs dans le domaine de la physique-chimie des surfaces semi-conductrices. En 1955, il propose la théorie des chaînes de la catalyse hétérogène et développe la théorie de l'effet de photo-absorption. Au cours des années 1940-1950, il développe les fondements de la théorie électronique de l'adsorption et de la catalyse sur les semi-conducteurs.
Il est un intime de la fille de Staline, Svetlana Allilouïeva et l'« ami » de son autobiographie Vingt lettres à un ami.

## Famille
Fédor Fédorovitch Wolkenstein est le neveu de l'historienne et journaliste Olga Akimovna Wolkenstein.
Sa première femme (1934-1944), Lydia Nikolaevna Radlova (1913-1999), fille de l'artiste Nicolaï ErnestovitchRadlova, astronome, candidat aux sciences physiques et mathématiques, spécialiste de premier plan de l'Institut pan-syndical de l'information scientifique et technique de l'Académie des sciences de l'URSS.
Sa deuxième épouse est l'artiste illustratrice Natalia Oskarovna Munts (1907-1980), fille de l'architecte Oscar Rudolphovitch Munts, petite-fille du célèbre balnéologue d'Odessa Lev Moiseevich Shorshtein (1837-1899), sœur de l'architecte Vladimir Oskarovitch Munts.
Son beau-fils, docteur en sciences et techniques Alexandre Yakovlevich Oleinikov (né en 1939), est scientifique émérite de la fédération de Russie.
Ses demi-frères sont le physicien Nikita Alexeïevitch Tolstoï et le compositeur Dimitri Alexeïvitch Tolstoï.

## Monographies
- Conductivité électrique des semi-conducteurs, Moscou, Maison d'édition d'État de littérature technique et théorique, 1947.
- Phénomènes électroniques en catalyse et adsorption (avec co-auteurs), Moscou, Maison d'édition de l'Académie des sciences de l'URSS, 1955.
- Théorie électronique de la catalyse sur les semi-conducteurs, Moscou, Maison d'édition d'État de littérature physique et mathématique, 1960.
- La théorie électronique de la catalyse sur les semi-conducteurs, Oxford & New York, Pergamon Press, 1963.
- Elektronentheorie der Katalyse an Halbleitern, Berlin, Dt. Verl. der Wiss., 1964.
- Semi-conducteurs comme catalyseurs de réactions chimiques, Moscou, Université d'État de Moscou, 1968 ; rééd. Moscou, Nauka, 1974.
- 半 導 文 触媒 作用 の 電子 論.横 川 書房, Tokyo: Yokokawa Shobō, 1970.
- Propriétés physicochimiques des semi-conducteurs, Moscou, Nauka, 1973.
- Physicochimie des surfaces semi-conductrices, Moscou, Nauka, 1973.
- Interface cristal organique-électrolyte : théorie de l'effet de photoadsorption dans les semi-conducteurs, Oxford, Pergamon Press, 1975.
- Interactions entre molécules physiquement adsorbées : Bibliographie des phénomènes électroniques en chimisorption et catalyse sur semi-conducteurs, Oxford, Pergamon Press, 1975.
- Luminescence par recombinaison radicale des semi-conducteurs Moscou, Nauka, 1976.
- Influence de l'irradiation sur les propriétés de surface des semi-conducteurs, Moscou, Nauka, 1978.
- Électrons et cristaux, Moscou, Nauka, 1983.
- Processus électroniques à la surface des semi-conducteurs lors de la chimisorption, Moscou, Nauka, 1987.
- Processus électroniques sur les surfaces des semi-conducteurs pendant la chimisorption, New York, Bureau des consultants, 1991.